# Typ 214
Typ 214 je exportní třída pokročilých diesel-elektrických ponorek vyráběná společností Howaldtswerke-Deutsche Werft (HDW). Je odvozena od ponorek typu 206 a především typu 212A. Různý počet ponorek této třídy zatím objednala námořnictva Řecka, Korejské republiky, Turecka a Portugalska. Do roku 2024 bylo dokončeno šestnáct z objednaných 21 ponorek této třídy.

## Uživatelé

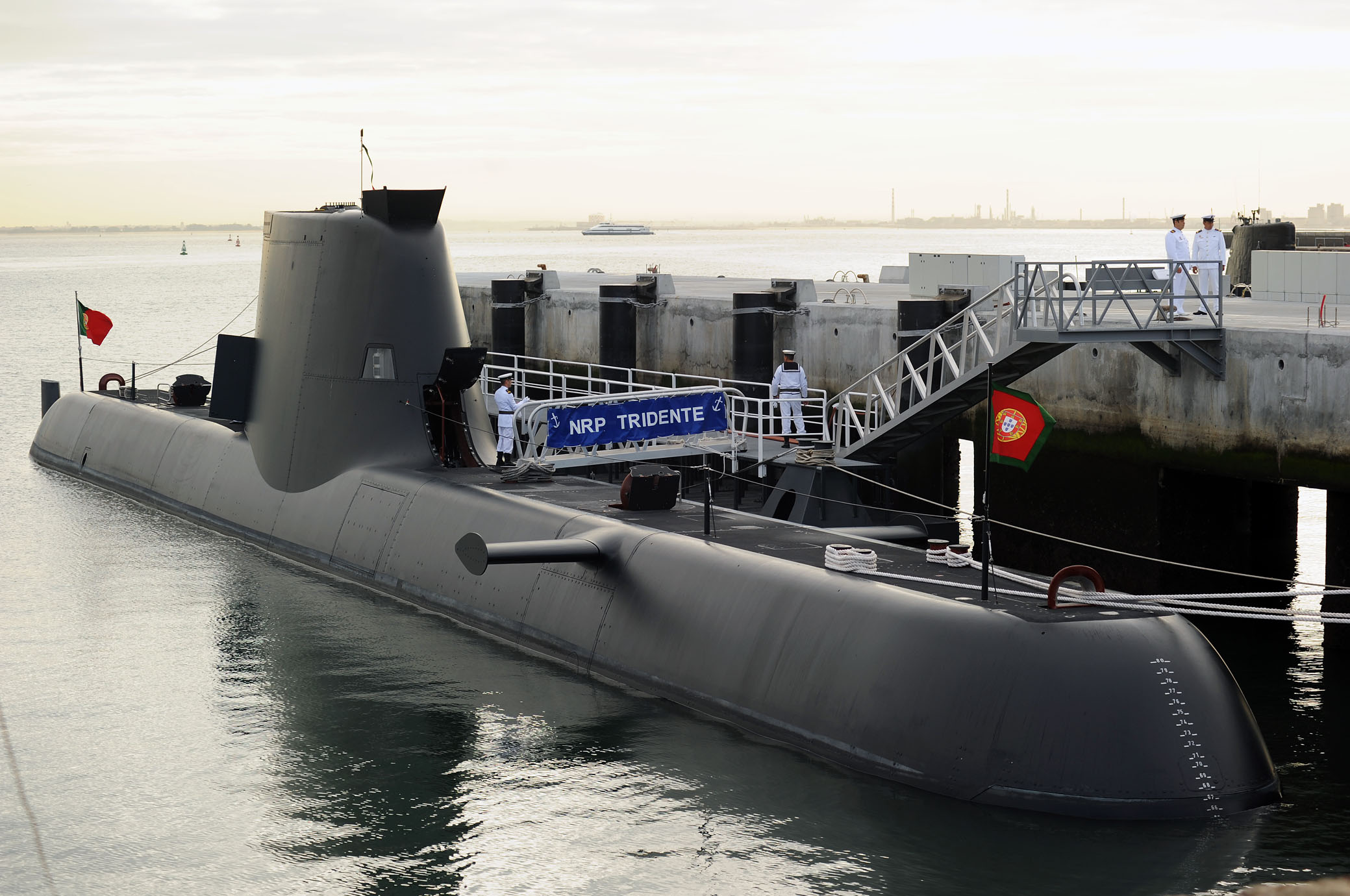
Portugalská ponorka Tridente

### Řecko
Řecko objednalo v roce 1998 čtyři ponorky typu 214. První jednotku Papanikolis postavila německá HDW, přičemž zbylé tři – Katsonis, Pipinos a Matrozos, stavějí řecké loděnice Hellenic Shipyards Co. ve městě Skaramangas. Jejich zařazení do služby ztížila špatná ekonomická situace Řecka. Dokončování řeckých ponorek se protáhlo až do roku 2016.
Kontrakt provázela korupce, řecký ministr obrany Akis Tsochatzopoulos (PASOK) byl v roce 2013 odsouzen ke dvaceti letům za přijetí úplatku a za další zločiny.

### Jižní Korea

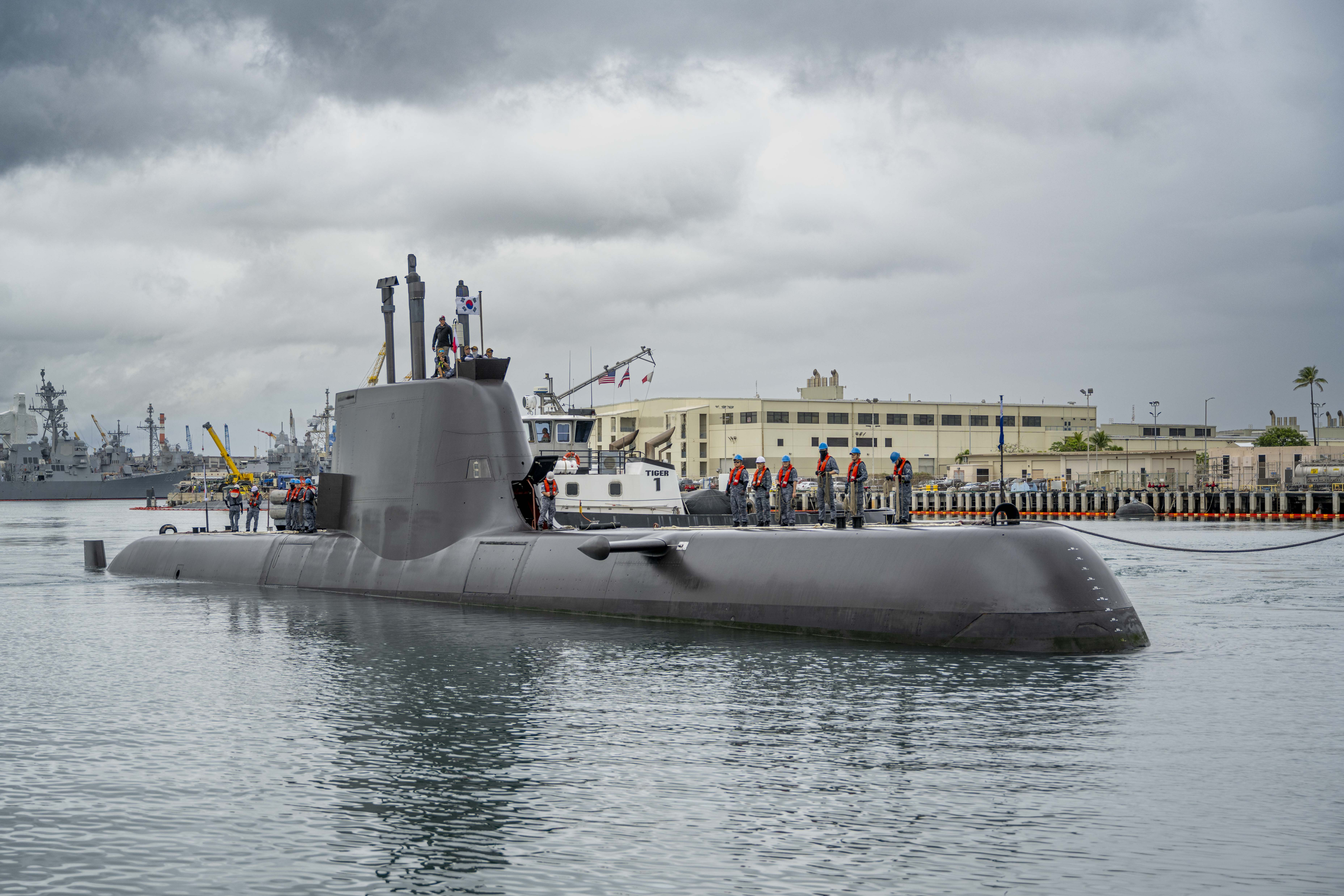
Jihokorejská ponorka ROKS Lee Beom-seok (SS-081)

V roce 2000 typ 214 zvítězil nad francouzskou třídou Scorpène a ruskou třídou Kilo v jihokorejské soutěži na trojici ponorek KSS-II. V předchozím programu KSS-I jihokorejské námořnictvo získalo devět ponorek německého exportního typu 209. Ponorky postavily korejské loděnice Hyundai Heavy Industries (HHI). Do služby vstoupily v letech 2007–2009. V roce 2009 Korejská republika objednala dalších šest člunů druhé série. Jejich stavbu si rozdělily loděnice HHI a Daewoo Shipbuilding & Marine Engineering (DSME). Poslední byla do služby přijata roku 2020. Ponorky se mimo jiné vyznačují pomocným pohonem nezávislým na přístupu atmosférického vzduchu a integrací střel s plochou dráhou letu Hyunmoo-III s dosahem cca 1000 km. V navazujícím modernizačním programu KSS-III Jižní Korea získala ponorky třídy Dosan Ahn Chang-ho domácí konstrukce.
V letech 2025–2036 má proběhnout modernizace ponorek, mimo jiné spočívající v jejich vybavení novým bojovým řídícím systémem, novými sonary a výměnou dalšího zastaralého vybavení.

### Turecko

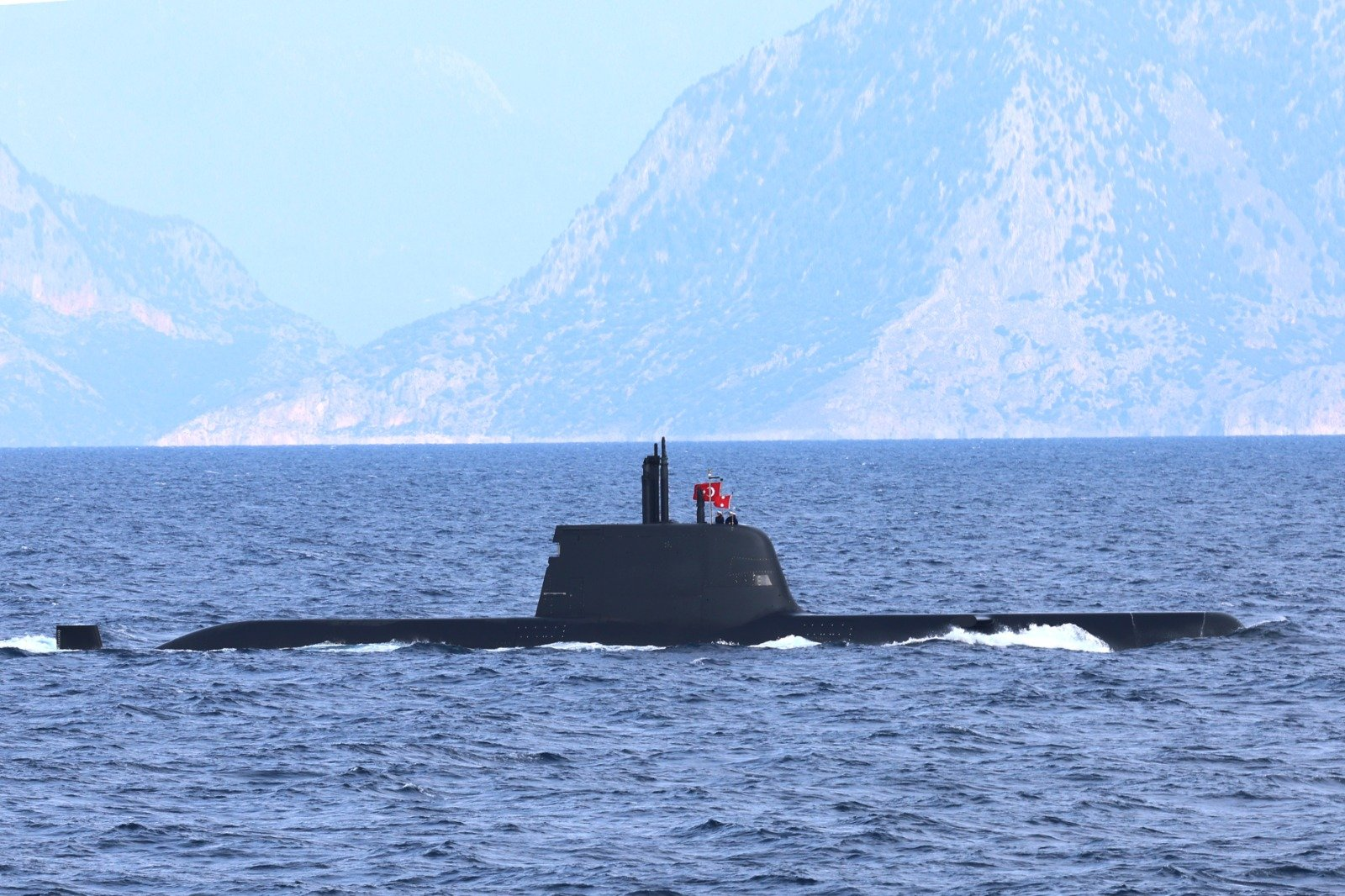
Piri Reis (S-330)

V roce 2009 se HDW dohodlo na licenční stavbě šesti ponorek typu 214TN (třída Reis). Stavba probíhá v tureckých loděnicích Gölçük Naval Shipyard (ty už postavily 11 ponorek typu 209) s částečným využitím z Německa dodaných komponentů. Neúspěšné byly francouzská loděnice DCNS se svou třídou Scorpène a španělská Navantia s projektem třídy S-80A. Turecko požadovalo ověřenou konstrukci s funkčním pohonem nezávislým na přístupu atmosférického vzduchu (AIP), což splňovala jen německá konstrukce. První ponorky třídy S-80A pro španělské námořnictvo byly teprve ve stavbě a francouzská třída Scorpène neměla na žádném postaveném plavidle pohon AIP. Turecké ponorky budou mít prodloužený trup. Jejich vybavení bude zahrnovat řadu tureckých systémů. Jako výzbroj byla vybrána americká torpéda Mk.48, přičemž se počítá s možností integrací vyvíjených torpéd Akya a protilodních střel ATMACA.
Turecké ponorky měly být dodány do roku 2015, kvůli technickým a finančním problémům došlo ke zdržení programu o přibližně šest let. Stavba prototypové ponorky Piri Reis začala v říjnu 2015. Z haly byla ponorka vytažena v prosinci 2019 a na vodu byla spuštěna v březnu 2022. Její přijetí do služby byla posunuto na rok 2023. Poslední ponorka typu 214TN má být dodána roku 2027.

## Jednotky
Jednotky typu 214:
| Jméno                  | Uživatel                       | Založení kýlu   | Spuštěna          | Vstup do služby   | Poznámka  |
| ---------------------- | ------------------------------ | --------------- | ----------------- | ----------------- | --------- |
| Papanikolis (S-120)    | Řecké námořnictvo              | únor 2001       | 22. dubna 2004    | 2. listopadu 2010 | aktivní   |
| Pipinos (S-121)        | Řecké námořnictvo              | 2003            | 2. října 2014     | 6. října 2014     | aktivní   |
| Matrozos (S-122)       | Řecké námořnictvo              | 2004            | 2008              | 23. června 2016   | aktivní   |
| Katsonis (S-123)       | Řecké námořnictvo              | 2005            | 2008              | 23. června 2016   | aktivní   |
| Son Won-il (S-072)     | Námořnictvo Korejské republiky |                 | červen 2006       | 26. prosince 2007 | aktivní   |
| Jeong Ji (S-073)       | Námořnictvo Korejské republiky |                 | červen 2007       | 2. prosince 2008  | aktivní   |
| An Jung-geun (S-075)   | Námořnictvo Korejské republiky |                 | červen 2008       | 2. prosince 2009  | aktivní   |
| Kim Jwa-jin (S-076)    | Námořnictvo Korejské republiky | 2008            | 13. srpna 2013    | 30. prosince 2014 | aktivní   |
| Yun Bong-gil (S-077)   | Námořnictvo Korejské republiky | 2009            | 3. července 2014  | 20. června 2016   | aktivní   |
| Ryu Gwan-sun (S-078)   | Námořnictvo Korejské republiky | 2010            | 7. května 2015    | 11. července 2017 | aktivní   |
| Hong Beom-do (S-079)   | Námořnictvo Korejské republiky | 2011            | 5. dubna 2016     | 23. ledna 2018    | aktivní   |
| Lee Beom-seok (S-081)  | Námořnictvo Korejské republiky | 2012            | 8. listopadu 2016 | 13. května 2019   | aktivní   |
| Shin Dol-seok (S-082)  | Námořnictvo Korejské republiky | 2013            | 7. září 2017      | 31. ledna 2020    | aktivní   |
| Tridente (S-167)       | Portugalské námořnictvo        | 2005            |                   | květen 2010       | aktivní   |
| Arpão (S-168)          | Portugalské námořnictvo        | 2005            |                   | prosinec 2010     | aktivní   |
| Piri Reis (S-330)      | Turecké námořnictvo            | 2015            | 22. března 2021   | 24. srpna 2024    | aktivní   |
| Hızır Reis (S-331)     | Turecké námořnictvo            |                 | 25. května 2023   |                   | ve stavbě |
| Murat Reis (S-332)     | Turecké námořnictvo            | 25. února 2018  | 29. května 2025   |                   | ve stavbě |
| Aydın Reis (S-333)     | Turecké námořnictvo            |                 |                   |                   | ve stavbě |
| Seydi Ali Reis (S-334) | Turecké námořnictvo            |                 |                   |                   | ve stavbě |
| Selman Reis (S-335)    | Turecké námořnictvo            | 23. května 2022 |                   |                   | ve stavbě |

## Konstrukce

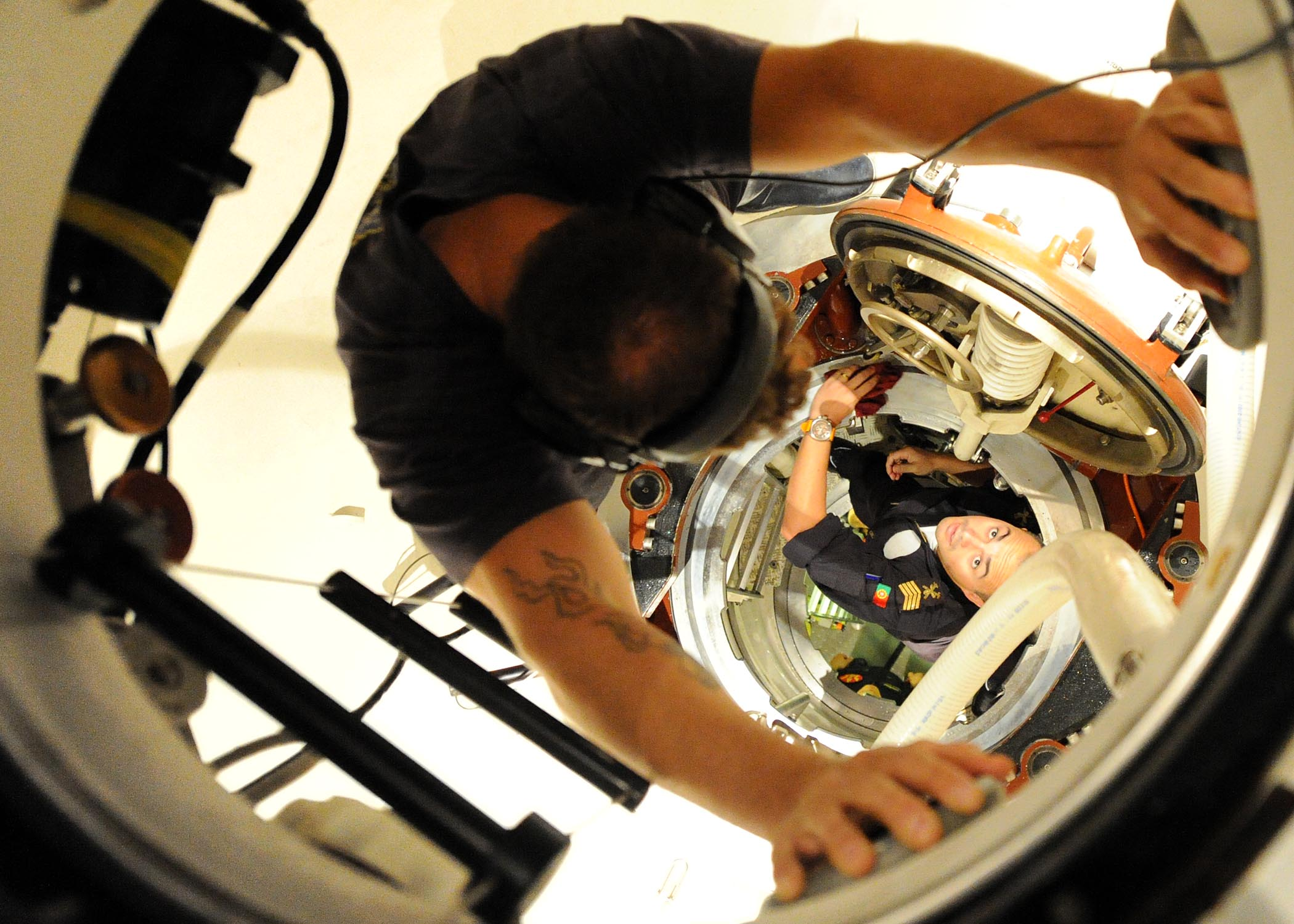
Uvnitř ponorky Tridente

Od ponorek typu 212A se tato třída liší zejména větším výtlakem, přemístěním hloubkových kormidel z věže na příď, konzervativním pojetím zadních kormidel (klasická křížová namísto tvaru X), použitím osmi namísto šesti torpédometů i složením elektroniky. Mají rovněž hloubku ponoru zvětšenou na 400 metrů. Výzbroj tvoří osm 533mm torpédometů, přičemž torpéda z trubic vyplouvají vlastní silou. Čtyři torpédomety mohou sloužit k vypouštění řízených střel.
Ponorky typu 214 jsou diesel-elektrické koncepce. Při plavbě na hladině je pohání dva diesely MTU 16V-396. Pro tichou plavbu pod hladinou však mají na vzduchu nezávislý pohon využívající palivové články typu polymer-elektrolyt-membrána (PEM) firmy Siemens (air-independent propulsion – AIP). Každá z ponorek má dva tyto články o výkonu 120 kW. Díky nim může ponorka zůstat ponořená několikanásobně déle, než při použití klasických akumulátorů. Nejvyšší rychlost je 12 uzlů na hladině a 20 uzlů pod hladinou.